# Callitriche transvolgensis
Callitriche transvolgensis là một loài thực vật có hoa trong họ Mã đề. Loài này được Tzvelev mô tả khoa học đầu tiên năm 1975.